# Lọ Lem và bốn chàng hiệp sĩ
Lọ Lem và bốn chàng hiệp sĩ (hay Cinderella and Four Knights, tiếng Hàn: 신데렐라와 네 명의 기사; Hanja: 灰姑娘与四位騎士; Romaja: Sinderellawa Ne Myeongui Gisa) là một bộ phim truyền hình Hàn Quốc được bắt đầu phát sóng vào ngày 12 tháng 8 năm 2016; với các diễn viên: Son Na-eun, Park So-dam, Jung Il-woo, Ahn Jae-hyun và Lee Jung-shin, Bộ phim nói về cuộc sống của những người trẻ độ tuổi 20 phải cùng sống với nhau dưới một mái nhà. Bộ phim được đánh giá có sự tương đồng với bộ phim Boy Over Flowers được phát sóng vào năm 2009. Bộ phim hoàn tất việc thu hình và hậu kỳ trước khi khởi chiếu.

## Nội dung chính
Eun Ha-won (Park So-dam) là một học sinh trung học với mơ ước trở thành giáo viên, nhưng cô lại cần tiền để có thể phục vụ việc học đại học. Vào một ngày, cô giúp đỡ một ông già bí ẩn trong việc giáo dục các người cháu của ông. Sau đó, cô chuyển đến sống trong căn biệt thự Sky House, cùng với ba anh em họ là chaebol đời thứ ba.
Kang Hyun-min (Ahn Jae-hyun) là một tay chơi tài phiệt luôn làm bất cứ thứ gì mình muốn, trong khi Kang Ji-woon (Jung Il-woo) là một người trong ấm ngoài lạnh, luôn nổi loạn chống lại người ông. Người em họ cuối, Kang Seo-woo (Lee Jung-shin), là một ca sĩ - nhạc sĩ nổi tiếng hiền lành và tối bụng với Ha-won. Cuối cùng là Lee Yoon Sung (Choi Min) thư ký của Chủ tịch đồng thời vệ sỹ của ba anh em.

## Phân vai

### Diễn viên chính
- Jung Il-woo trong vai Kang Ji-woon[2]
- Ahn Jae-hyun trong vai Kang Hyun-min[6]
- Park So-dam trong vai Eun Ha-won[1]
- Lee Jung-shin trong vai Kang Seo-woo[7]
- Choi Min trong vai Lee Yoon-sung
- Son Na-eun trong vai Park Hye-ji

### Sky House
- Kim Yong-gun trong vai Chủ tịch Kang
- Kim Hye-ri trong vai Ji Hwa-ja, vợ thứ năm của Chủ tịch

### Gia đình Ha-won
- Seo Hyun-chul trong vai Eun Gi-sang, cha ruột Ha-won
- Choi Eun-kyung trong vai Park Soo-kyung, mẹ kế Ha-won
- Ko Bo-gyeol trong vai  Choi Yoo-na, chị họ Ha-won
- Jo Hye-jung trong vai Hong Ja-young

### Các vai diễn khác
- Jo Mi-ryung
- Kang Eui-sik trong vai bạn Hyun Min
- Kim Seon-woong trong vai bạn Hyun Min
- Shin Dong-mi
- Jin Hye-won trong vai bạn Hye Ji
- Jo Kyung-hoon
- Kim Kang-hyun trong vai quản lý Seo Woo
- Son Seon-geun
- Park Kyu-jeom trong vai đạo diễn Kim
- Gong Da-im
- Park Hyo-jun
- Kim Kwang-seop
- Jo Eun-suk

### Khách mời
- Moon Se-yun (tập 1)
- Park Young-soo trong vai Butler Kim (tập 1)
- Choi Dae-sung trong vai ông chủ cửa hàng vải (tập 1)

## Nhạc phim

### Phần 1
| STT              | Nhan đề                          | Nghệ sĩ          | Thời lượng |
| ---------------- | -------------------------------- | ---------------- | ---------- |
| 1.               | "For You"                        | BTOB             | 04:19      |
| 2.               | "For You" (Ballad Ver.)          | BTOB             | 03:58      |
| 3.               | "For You" (Inst.)                |                  | 04:19      |
| 4.               | "For You" (Ballad Ver.）（Inst.) |                  | 03:59      |
| Tổng thời lượng: | Tổng thời lượng:                 | Tổng thời lượng: | 16:35      |

### Phần 2
| STT              | Nhan đề            | Nghệ sĩ          | Thời lượng |
| ---------------- | ------------------ | ---------------- | ---------- |
| 1.               | "My Romeo"         | Jessi            | 04:01      |
| 2.               | "My Romeo" (Inst.) |                  | 04:01      |
| Tổng thời lượng: | Tổng thời lượng:   | Tổng thời lượng: | 08:02      |

### Phần 3
| STT              | Nhan đề                            | Nghệ sĩ                | Thời lượng |
| ---------------- | ---------------------------------- | ---------------------- | ---------- |
| 1.               | "Confession"                       | SinB (GFriend), Si Jin | 03:56      |
| 2.               | "If One Day We Meet Again"         | Green Cacao, Monet     | 04:28      |
| 3.               | "Confession" (Inst.)               |                        | 03:56      |
| 4.               | "If One Day We Meet Again" (Inst.) |                        | 04:28      |
| Tổng thời lượng: | Tổng thời lượng:                   | Tổng thời lượng:       | 16:48      |

### Phần 4
| STT              | Nhan đề               | Nghệ sĩ           | Thời lượng |
| ---------------- | --------------------- | ----------------- | ---------- |
| 1.               | "Without You"         | Yoon Bomi (Apink) | 04:12      |
| 2.               | "Without You" (Inst.) |                   | 04:12      |
| Tổng thời lượng: | Tổng thời lượng:      | Tổng thời lượng:  | 08:24      |

### Phần 5
| STT              | Nhan đề             | Nghệ sĩ          | Thời lượng |
| ---------------- | ------------------- | ---------------- | ---------- |
| 1.               | "I Believe"         | Younha           | 03:32      |
| 2.               | "I Believe" (Inst.) |                  | 03:32      |
| Tổng thời lượng: | Tổng thời lượng:    | Tổng thời lượng: | 07:04      |

### Phần 6
| STT              | Nhan đề                    | Nghệ sĩ          | Thời lượng |
| ---------------- | -------------------------- | ---------------- | ---------- |
| 1.               | "Star Fall On You"         | DickPunks        | 03:28      |
| 2.               | "Star Fall On You" (Inst.) |                  | 03:28      |
| Tổng thời lượng: | Tổng thời lượng:           | Tổng thời lượng: | 06:56      |

### Phần 7
| STT              | Nhan đề            | Nghệ sĩ          | Thời lượng |
| ---------------- | ------------------ | ---------------- | ---------- |
| 1.               | "Only One"         | Zia              | 04:10      |
| 2.               | "Only One" (Inst.) |                  | 04:10      |
| Tổng thời lượng: | Tổng thời lượng:   | Tổng thời lượng: | 08:20      |

### Phần 8
| STT              | Nhan đề                        | Nghệ sĩ          | Thời lượng |
| ---------------- | ------------------------------ | ---------------- | ---------- |
| 1.               | "The Way To Find Love"         | CNU (B1A4)       | 4:18       |
| 2.               | "The Way To Find Love" (Inst.) |                  | 4:18       |
| Tổng thời lượng: | Tổng thời lượng:               | Tổng thời lượng: | 8:36       |

### Phần 9
| STT | Nhan đề                                 | Nghệ sĩ                | Thời lượng |
| --- | --------------------------------------- | ---------------------- | ---------- |
| 1.  | "Confession (고백)"                     | Lee Jung-shin (CNBLUE) | 3:59       |
| 2.  | "Confession (고백)" (Inst.)             |                        | 3:59       |
| 3.  | "The Chorus Of Knights (Opening Title)" | Oh Joon-sung           |            |
| 4.  | "Smile Of Blessing"                     | Oh Joon-sung           |            |
| 5.  | "Protect You"                           | Oh Joon-sung           |            |
| 6.  | "Sad Walking"                           | Oh Joon-sung           |            |
| 7.  | "Pit-A-Pat"                             | Oh Joon-sung           |            |
| 8.  | "Leave Me Alone"                        | Oh Joon-sung           |            |
| 9.  | "Only For Her"                          | Oh Joon-sung           |            |
| 10. | "Stop The Rain"                         | Oh Joon-sung           |            |
| 11. | "Cinderella Story"                      | Oh Joon-sung           |            |
| 12. | "Don't Cry"                             | Oh Joon-sung           |            |
| 13. | "Pinocchio Dance"                       | Oh Joon-sung           |            |
| 14. | "Urban Guy"                             | Oh Joon-sung           |            |
| 15. | "Lonely Melody"                         | Oh Joon-sung           |            |
| 16. | "Wondergirl"                            | Oh Joon-sung           |            |
| 17. | "Sky House"                             | Oh Joon-sung           |            |

## Tỷ suất người xem
Trong bảng dưới, số màu xanh chỉ tỷ suất người xem thấp nhất, số màu đỏ chỉ tỷ suất người xem cao nhất
| Tập        | Ngày phát sóng      | Tỷ suất người xem   | Tỷ suất người xem   | Tỷ suất người xem |
| Tập        | Ngày phát sóng      | AGB Nielsen Ratings | AGB Nielsen Ratings | TNmS Ratings      |
| Tập        | Ngày phát sóng      | Toàn quốc           | Vùng thủ đô Seoul   | Toàn quốc         |
| ---------- | ------------------- | ------------------- | ------------------- | ----------------- |
| 1          | 12 tháng 8 năm 2016 | 3,549%              | 4,548%              | 3,7%              |
| 2          | 13 tháng 8 năm 2016 | 1,796%              | 2,136%              | 2,5%              |
| 3          | 19 tháng 8 năm 2016 | 2,680%              | 3,043%              | 4,7%              |
| 4          | 20 tháng 8 năm 2016 | 2,230%              | 1,913%              | 2,8%              |
| 5          | 26 tháng 8 năm 2016 | 2,967%              | 2,585%              | 3,8%              |
| 6          | 27 tháng 8 năm 2016 | 3,903%              | 4,169%              | 4,0%              |
| 7          | 2 tháng 9 năm 2016  | 3,216%              | 2,855%              | 4,2%              |
| 8          | 3 tháng 9 năm 2016  | 3,031%              | 3,425%              | 4,0%              |
| 9          | 9 tháng 9 năm 2016  | 3,036%              | 2,939%              | 3,3%              |
| 10         | 10 tháng 9 năm 2016 | 2,748%              | 2,883%              | 3,1%              |
| 11         | 16 tháng 9 năm 2016 | 2,392%              | 3,054%              | 3,0%              |
| 12         | 17 tháng 9 năm 2016 | 2,009%              | 1,961%              | 2,8%              |
| 13         | 23 tháng 9 năm 2016 | 2,601%              | 2,430%              | 3,2%              |
| 14         | 24 tháng 9 năm 2016 | 2,407%              | 2,334%              | 3,2%              |
| 15         | 30 tháng 9 năm 2016 | 2,456%              | 2,267%              | 3,1%              |
| 16         | 1 tháng 10 năm 2016 | 3,118%              | 3,132%              | 3,8%              |
| Trung bình | Trung bình          | 2,759%              | 2,855%              | 3,45%             |

Lưu ý: Bộ phim được phát sóng trên kênh truyền hình cáp/trả phí nên có lượng người xem thấp hơn các kênh truyền hình công cộng (KBS, SBS, MBC, EBS).

## Giải thưởng và đề cử
| Năm  | Giải thưởng            | Hạng mục                    | Đề cử        | Kết quả   |
| ---- | ---------------------- | --------------------------- | ------------ | --------- |
| 2016 | 5th APAN Star Awards   | Diễn viên mới xuất sắc nhất | Park So-dam  | Đề cử     |
| 2016 | 9th Korea Drama Awards | Nam diễn viên xuất sắc nhất | Ahn Jae-hyun | Đoạt giải |
| 2016 | 9th Korea Drama Awards | Ngôi sao toàn cầu           | Ahn Jae-hyun | Đoạt giải |